# India Open 1979
Die India Open 1979 im Badminton fanden Ende November 1979 in Kalkutta statt.

## Finalergebnisse
| Disziplin    | Sieger                           | Finalist                      | Ergebnis            |
| ------------ | -------------------------------- | ----------------------------- | ------------------- |
| Herreneinzel | Dhany Sartika                    | Prakash Padukone              | 10-15, 15-11, 15-12 |
| Dameneinzel  | Tjan So Gwan                     | Ivanna Lie                    | 1-11, 12-11, 12-10  |
| Herrendoppel | Hariamanto Kartono Rudy Heryanto | Dhany Sartika Hadiyanto       | 15-1, 15-11         |
| Damendoppel  | Ivanna Lie Tjan So Gwan          | Karen Bridge Paula Kilvington | 15-9, 15-12         |
| Mixed        | Hariamanto Kartono Tjan So Gwan  | Rudy Heryanto Ivanna Lie      | 15-9, 15-2          |